# Hemoglobina Portland

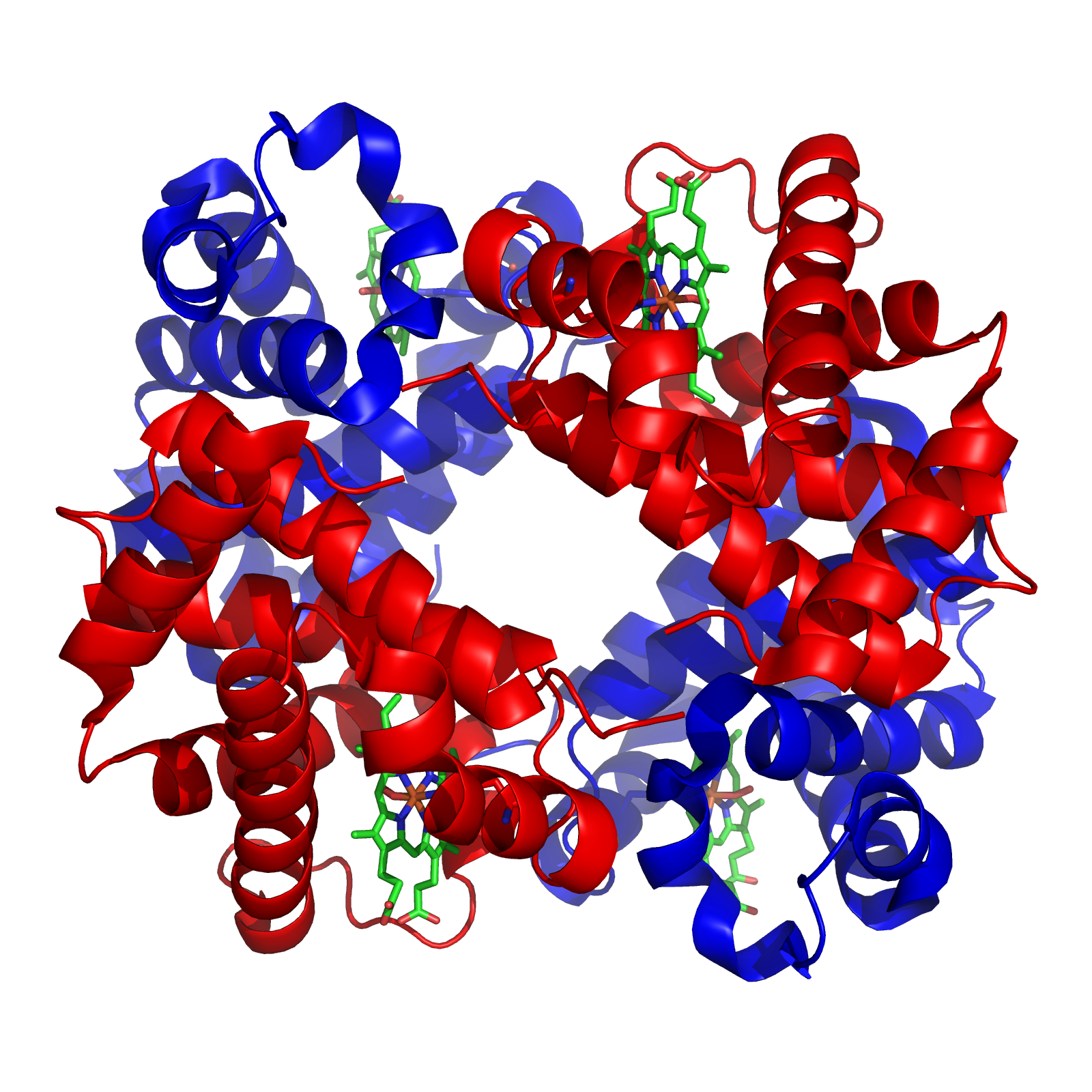

La hemoglobina Portland es una hemoglobina normal presente en el feto al final del primer trimestre del embarazo. Durante el desarrollo embrionario y fetal existen cuatro hemoglobinas principales: Hb-Gower-1; Hb-Gower-2; Hb Portland y Hb F. Después del segundo mes de gestación, las hemoglobinas Gower desaparecen en condiciones normales. La hemoglobina Portland puede prolongar su presencia hasta el nacimiento, aunque en cantidades minúsculas. 

## Tipos
Existen dos tipos de Hb Portland:
- La Hb Portland I, consistente en cadenas zeta y gamma (ζ2γ2). Fue encontrada en un recién nacido con anomalías congénitas múltiples y mosaicismo complejo cromosómico autosómico. En este paciente persistió en cantidades relativamente grandes hasta después del nacimiento.

La hemoglobina tiene una nueva estructura tetramérica única (peso molecular, 66.000) compuesta por dos pares de diferentes tipos de cadenas, ninguna de los cuales es AGR, ggr2x2. La X-cadena de Hb Portland podría ser un nuevo tipo de cadena de hemoglobina, pero la evidencia disponible sugiere que puede ser idéntica a la cadena de EGR. 
- La Hb Portland II tiene la fórmula zeta 2 beta 2 (ζ2β2). Tiene una movilidad ligeramente más lenta que la de la Hb A en la electroforesis en gel de almidón a pH 8,6 y se ha encontrado en los hemolisados de sangre de algunos pero no todos los bebés con hidropesía. Debido a que la Hb Portland II no se ha encontrado en la sangre de todos los recién nacidos con hidropesía, se postula que la presencia de la hemoglobina en los fetos pueden ser correlacionadas con la edad gestacional del feto en el momento del nacimiento.